# Vogtlands voetbalkampioenschap 1915/16
In 1915/16 werd het achtste Vogtlands voetbalkampioenschap gespeeld, dat georganiseerd werd door de Midden-Duitse voetbalbond. Door het uitbreken van de Eerste Wereldoorlog vond er vorig jaar geen competitie plaats. 
FV Konkordia Plauen werd kampioen, doordat de competitie pas in de zomer van 1916 gespeeld was de club te laat voor de Midden-Duitse eindronde. 

## 1. Klasse
| Plaats | Club                        | Wed. | W | G | V | Saldo | Ptn.  |
| ------ | --------------------------- | ---- | - | - | - | ----- | ----- |
| 1.     | FV Konkordia Plauen         | 8    | 7 | 0 | 1 | 45:15 | 14:02 |
| 2.     | FC Sachsen Plauen           | 7    | 5 | 0 | 2 | 27:20 | 10:04 |
| 3.     | 1. Vogtländischer FC Plauen | 8    | 4 | 0 | 4 | 20:28 | 08:08 |
| 4.     | FV Wettin Plauen            | 7    | 3 | 0 | 4 | 15:25 | 06:08 |
| 5.     | ATV Plauen                  | 8    | 0 | 0 | 8 | 04:23 | 00:16 |

|  | Kampioen |